# Filmografia di Lucio Dalla

I sovversivi (1967)

Approfondimento sulla filmografia di Lucio Dalla come attore, autore della colonna sonora, film dove si ascoltano sue canzoni, e sui film in cui vi sono nella colonna sonora canzoni da lui interpretate.

## Filmografia

### Attore

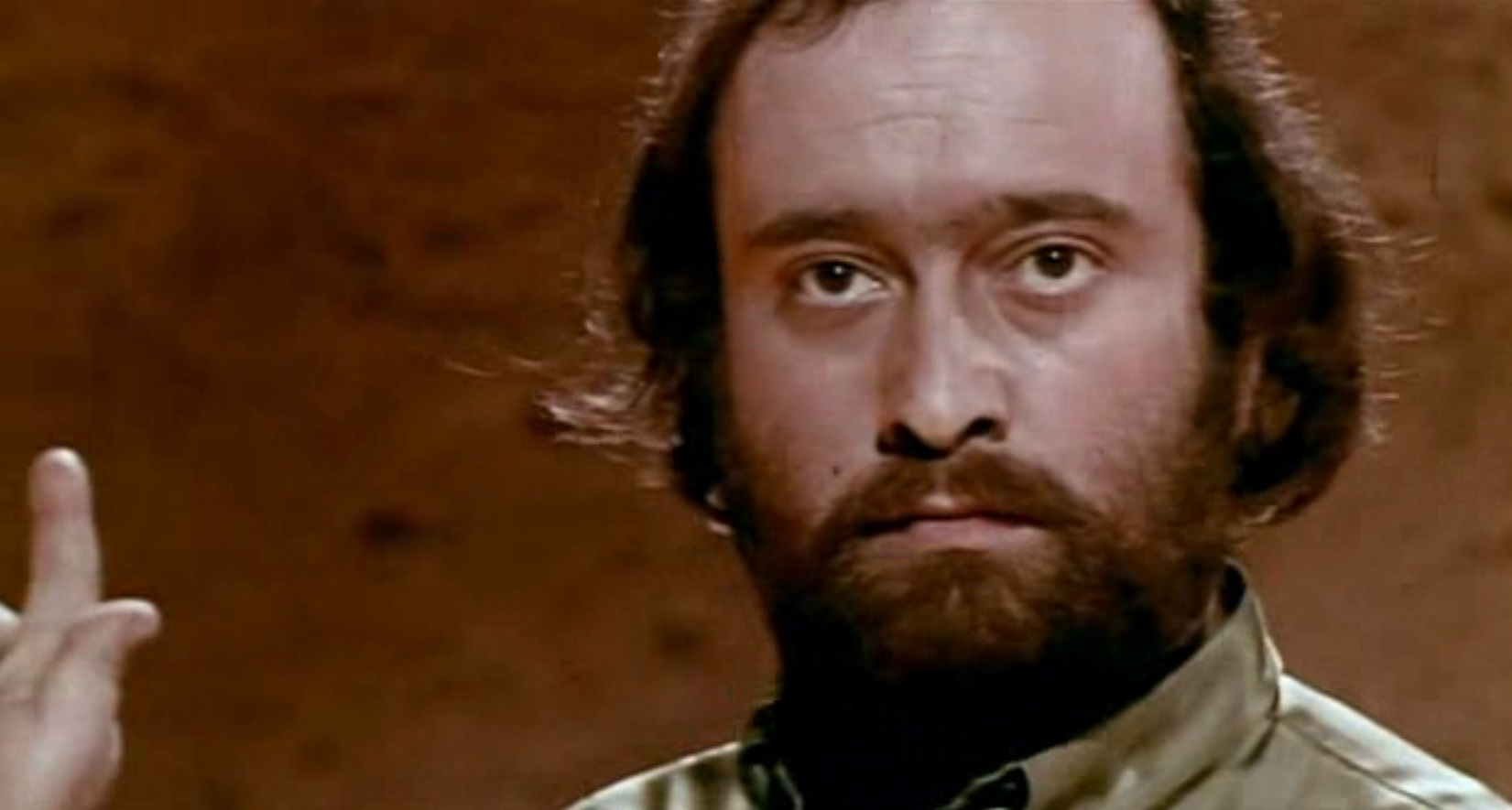
Dalla nel film I ragazzi di Bandiera Gialla (1967)

- Questo pazzo, pazzo mondo della canzone, regia di Bruno Corbucci e Giovanni Grimaldi (1965)
- Altissima pressione, regia di Enzo Trapani (1965)
- Per un pugno di canzoni, regia di José Luis Merino (1966)
- I sovversivi, regia di Paolo e Vittorio Taviani (1967)
- Little Rita nel West, regia di Ferdinando Baldi (1967)
- I ragazzi di Bandiera Gialla, regia di Mariano Laurenti (1967)
- Franco, Ciccio e le vedove allegre, regia di Marino Girolami (1968)
- Quando dico che ti amo, regia di Giorgio Bianchi (1967)
- Questi fantasmi, regia di Renato Castellani (1968)
- Amarsi male, regia di Fernando Di Leo (1969)
- Il santo patrono, regia di Bitto Albertini (1972)
- Il prato macchiato di rosso, regia di Riccardo Ghione (1973)
- La mazurka del barone, della santa e del fico fiorone, regia di Pupi Avati (1975)
- Banana Republic, regia di Ottavio Fabbri (1979)
- Quijote, regia di Mimmo Paladino (2006)
- Artemisia Sanchez, regia di Ambrogio Lo Giudice (2008)

### Autore della colonna sonora
- Signore e signori, buonanotte, regia di Luigi Comencini, Luigi Magni, Nanni Loy, Ettore Scola, Mario Monicelli (1976)
- Borotalco, regia di Carlo Verdone (1982)
- I picari, regia di Mario Monicelli (1987)
- Il frullo del passero, regia di Gianfranco Mingozzi (1988)
- Pummarò, regia di Michele Placido (1989)
- Al di là delle nuvole, regia di Michelangelo Antonioni (1995)
- Dalla mondino, regia di Luca Facchini e Antonio Mondino (1996)
- Uno di noi, regia di Fabrizio Costa (1996)
- Prima dammi un bacio, regia di Ambrogio Lo Giudice (2003)
- Gli amici del bar Margherita, regia di Pupi Avati (2009)
- Il cuore grande delle ragazze, regia di Pupi Avati (2011)
- AmeriQua, regia di Marco Bellone e Giovanni Consonni (2011)
- Pinocchio, regia di Enzo D'Alò (2012)

### Canzoni sue nella colonna sonora
- Il seme dell'uomo, regia di Marco Ferreri (1969) Per fare un uomo basta una ragazza
- La terrazza, regia di Ettore Scola (1980) L'anno che verrà
- Borotalco, regia di Carlo Verdone (1982) L'ultima luna
- Bianca, regia di Nanni Moretti (1983)
- Un ragazzo e una ragazza, regia di Marco Risi (1984) Milano
- Marrakech Express, regia di Gabriele Salvatores (1989) L'anno che verrà
- Ti amerò... fino ad ammazzarti (I love you to death) (1990)
- Paz!, regia di Renato De Maria (2002) Com'è profondo il mare – Lucio Dalla e Tiromancino
- SMS - Sotto mentite spoglie, regia di Vincenzo Salemme (2007)
- Sacro GRA, regia di Gianfranco Rosi (2013)
- Il nome del figlio, regia di Francesca Archibugi (2015)
- Non c’è più religione, regia di Luca Miniero (2016)
- C'è ancora domani, regia di Paola Cortellesi (2023) La sera dei miracoli

### Canzoni da lui interpretate nella colonna sonora
- Dillinger è morto, regia di Marco Ferreri (1969)

Canta La luce accesa, composta da Teo Usuelli.
- Non si scrive sui muri a Milano, regia di Raffaele Maiello (1975)

Nei titoli di coda si ascolta la canzone Ho parlato, stop alla morte, con musica di Fiorenzo Carpi autore della colonna sonora. Il motivo della canzone riprende il brano strumentale intitolato Hippies, anch'esso parte della colonna sonora del film.

## Doppiatori
- Pino Colizzi ne I sovversivi
- Gianni Bonagura in Little Rita nel West
- Cesare Barbetti ne Il santo patrono